# 45 (szám)
A 45 (római számmal: XLV) egy természetes szám.

## A szám a matematikában
A tízes számrendszerbeli 45-ös a kettes számrendszerben 101101, a nyolcas számrendszerben 55, a tizenhatos számrendszerben 2D alakban írható fel.
A 45 páratlan szám, összetett szám, kanonikus alakban a 32 · 51 szorzattal, normálalakban a 4,5 · 101 szorzattal írható fel. Hat osztója van a természetes számok halmazán, ezek növekvő sorrendben: 1, 3, 5, 9, 15 és 45.
A 45 osztója a 360-nak. A szabályos nyolcszög oldalélei a köréírt kör középpontjából 45° alatt látszanak. A 45° (azaz {\displaystyle _{\frac {\pi }{4}}} radián) nevezetes szög, szinusza és koszinusza {\displaystyle _{\frac {\sqrt {2}}{2}}}, tangense és kotangense 1.
A 45 a kilencedik háromszögszám, azaz a legkisebb 9 pozitív egész szám összege. Hatszögszám és tizenhatszögszám.
Harshad-szám és Kaprekar-szám.
Három szám valódiosztó-összegeként áll elő, ezek a 123, 259 és 403.
Az első 45 pozitív egész szám összege (vagyis a 45. háromszögszám) 1035, szorzata (azaz a 45 faktoriálisa): 45! = 1,19622220865480 · 1056.
A 45 négyzete 2025, köbe 91 125, négyzetgyöke 6,70820, köbgyöke 3,55689, reciproka 0,022222. A 45 egység sugarú kör kerülete 282,74334 egység, területe 6361,72512 területegység; a 45 egység sugarú gömb térfogata 381 703,50741 térfogategység.
A 45 helyen az Euler-függvény helyettesítési értéke 24, a Möbius-függvényé 0, a Mertens-függvényé −3.

## A szám mint sorszám, jelzés
A periódusos rendszer 45. eleme a ródium.

A Messier-katalógus 45. objektuma (M45) a Plejádok (Fiastyúk).